# Epeorus albertae
Epeorus albertae je druh jepice z čeledi Heptageniidae. Přirozeně se vyskytuje v Kanadě, na západě USA a na Aljašce. E. albertae preferuje rychle tekoucí, čisté horské potoky a řeky s kamenitým dnem, kde se nymfy přichycují k substrátu. Nymfy mají zploštělé tělo přizpůsobené k životu v rychle tekoucích vodách. Nymfy mají pouze dva ocasní štěty, což je odlišuje od jiných druhů jepic. Dospělci jsou zbarveni v různých odstínech růžové až světle hnědé barvy a objevují se od června do srpna, s vrcholem líhnutí v červenci. Jako první tento druh popsal kanadský entomolog James Halliday McDunnough v roce 1924.